# Brännkyrka landskommun
Brännkyrka landskommun var en tidigare kommun i Stockholms län.

## Administrativ historik
När 1862 års kommunalförordningar trädde i kraft inrättades cirka 2 400 landskommuner i Sverige. Därtill kom 89 städer och 8 köpingar.
I Brännkyrka socken i Svartlösa härad i Södermanland inrättades då denna kommun. Dess omfattning motsvarar en stor del av nuvarande Stockholms kommun: Huvuddelen av Söderort (undantagen är stadsdelarna Hammarbyhöjden, Björkhagen, Kärrtorp, Skärholmen och Vårberg) samt Reimersholme. Ytan var 8 082 hektar och 1913 uppgick befolkningen till 23 654 invånare.
Inom kommunen inrättades den 4 juli 1884 ett municipalsamhälle med namnet Liljeholmen och 1904 ytterligare ett, Örby.

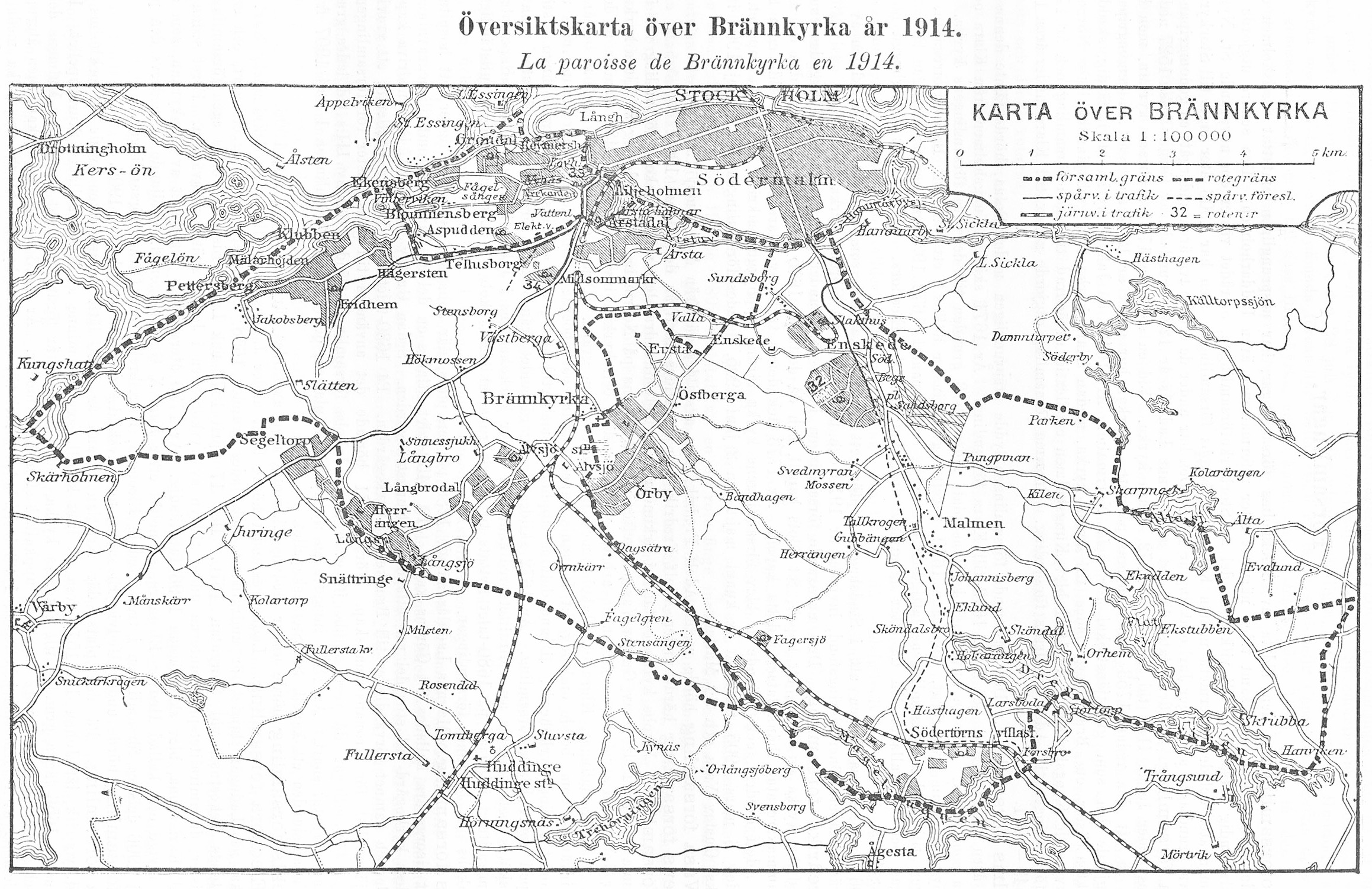
Karta över Brännkyrka från året efter att landskommunen inkorporerades i Stockholms stad.

1 januari 1913 inkorporerades Brännkyrka i Stockholms stad, varvid de båda municipalsamhällena upplöstes.
Brännkyrka församling, som ända fram till 1 maj 1914 var annexförsamling i Huddinge pastorat,  existerar ännu, men med en betydligt mindre yta.